# SimCity 3000
SimCity 3000 (SC3K) — градостроительный симулятор, компьютерная игра и третья игра в серии SimCity. Издана компанией Electronic Arts (EA) и разработана компанией Maxis, дочерней компанией EA. Выпущена на Windows, Macintosh, и, по договоренности с Loki Games на Linux.

## Игровой процесс и изменения
Игра SimCity 3000 претерпела большие изменения по сравнению с её непосредственной предшественницей SimCity 2000 (SC2K). «Подтянуты» как и интегральные аспекты управление городом, так и графические и ландшафтные аспекты. Эти изменения дали игре значительные отличия от SC2K.
К примеру, на протяжении всей франшизы SimCity , количество и сложность городских служб увеличилась, по сравнению с SC2K. Качество графики значительно улучшилось. Наиболее заметным изменением является добавление концепции управления отходами. В SC3K, в городе с населением больше, чем 1000, мусор начнет накапливаться и должен быть ликвидирован за счет города. Также были добавлены фермы и сельскохозяйственные постройки, появление больших промышленных зон в городе с низкой стоимостью земли и малым загрязнением. В Sim City 3000, существует три плотности зонирования, по сравнению с SC2K, в которой их было две. Электростанции имеют ограниченный срок службы. Кроме того, производительность электростанций и очистных сооружений падает к концу срока службы. В отличие от SC2K электростанции с выработанным сроком службы нужно заменять вручную.
Хотя концепция города-соседа была введена ещё в SC2K, она была значительно расширена в SC3K. Впервые игрок может взаимодействовать со своим городом-соседом, проводить переговоры, рудиментарные сделки с другими мэрами, например продавать или покупать воду, электроэнергию и услуги по управлению отходами. Это создает ежемесячный платеж, который либо добавляется, либо вычитается из казны игрока, в соответствии с данной сделкой. Отмена сделки с «соседом» приведёт к существенной потере денег.
SimCity 3000 в сравнении с SimCity 2000 гораздо более реалистично имитирует эффект воздействия стоимости земельных участков на строительство. В SC3K стоимость земли создаёт ярко выраженные сообщества внутри городов, стремящиеся иметь близкий уровень дохода, создавая трущобы, сообщества среднего класса и богатые сообщества. Стоимость земли также определяется близостью центра города: в центре города земля дороже, а на окраинах — дешевле.
Коммерческие сделки стали ещё одной новой концепцией SC3K; позволяя игроку получить значительную сумму средств с определённых построек (тюрьм супермаксимальной безопасности, казино, заводов переработки токсичных отходов и гигамаркетов). Такие постройки, однако, склонны вызывать серьёзные негативные последствия для города.
Графический интерфейс SC3K также претерпел некоторые изменения. Хотя игра сохранила изометрическую проекцию её предшественницы, фактически пейзаж стал более сложным и красочным. В SimCity и SC2K, пейзаж в основном коричневый, а в SC3K пейзаж более реалистичного зелёного цвета, наряду с другими цветами, которые постепенно меняются с высотой от бежевого (песчаный пляж) к зелёному, коричневому (голая земля) или белому (снег). В SC2K, земля могла быть либо плоской, либо наклонной, и все склоны были одной и той же крутизны. В SC3K, существует пять различных склонов, что разнообразит ландшафт. Кроме того, существуют различные виды деревьев, которые могут появиться на игровой карте.

### Советники и петиционеры
В SimCity 3000 и её редакции, Unlimited, представлены семь советников, каждый из которых занимается конкретной областью (городскими финансами, транспортом, охраной окружающей среды, городским планированием, безопасностью, здравоохранением и образованием, городскими службами). Советники помогают игрокам принимать правильные решения в игре, предоставляя рекомендации и советы. В отличие от предыдущей версии SimCity это практические советы, а не краткие отчёты о положении дел в конкретном ведомстве.
В игре присутствуют также петиционеры, многие из которых являются гражданами города. Они обращаются к игроку с просьбами изменить налоговую политику или принять местные законы. Некоторые петиционеры являются внешними заинтересованными лицами, и проталкивают предложения, которые могут повредить городу (например, строительство казино вызовет рост преступности), но одновременно существенно пополнить его бюджет. Мэры четырех соседних городов также могут обращаться с предложениями, если игрок установил связь с их городами, построив дорогу. Они могут покупать у игрока услуги по вывозу мусора, подаче воды или электроэнергии или же наоборот, предоставлять игроку такие услуги.

### Новостные ленты
В игре также присутствует новостная лента, отображающая информацию о городе в виде новостей, например о необходимости строительства новых школ или о функционировании городского департамента. Когда дела в городе идут очень хорошо, новостная лента будет отображать заголовки, которые комичны или даже бессмысленны и зачастую, казалось бы, бесполезны для игрока. Вот примеры таких заголовков: «Точка с запятой названа более сексуальной, чем запятая в Grammarian’s Fête» или «(название города) печатает неправильные номера в телефонной книге, что приводит к 15 бракам», или цитаты из «Томми B. Саиф Сеза». Другие новости могут быть помечены как «(название города) — Новости» или «Из-за стола всезнайки Сэмми». Лента новостей может быть предвестником приближающегося стихийного бедствия. Так, надписи вроде «Вы почувствовали, что большой грузовик прошёл мимо? Что? Это был не грузовик?», «Замечено цунами недалеко от побережья», «Сообщено о странных наблюдениях между зонами 50 и 52», «Миссис СимЛири покупает призовую корову», или другие заранее заданные заголовки могут появляться перед стихийным бедствием.

### Достопримечательности
В игру добавлены достопримечательности, бесплатные для постройки и имеющие в основном декоративную функцию (хотя их размещение открывает возможность рекламы туризма), такие как Парфенон, CN Tower, Нотр-Дам-де-Пари, Башня Банка Китая, Эмпайр-Стейт-Билдинг, Александрийский маяк, башни-близнецы Всемирного торгового центра, Статуя Свободы, Эйфелева башня, и Берлинер Фернзэетурм в Берлине.

### Стихийные бедствия
В игре присутствует ряд стихийных бедствий, которые игрок или игра может нанести на один город, включая пожары, землетрясения, смерчи, бунты и нападения НЛО. Население может уменьшиться, если жилые районы будут уничтожены стихийным бедствием. Как и в прошлых играх серии SimCity, все стихийные бедствия могут быть отключены. Последствия стихийных бедствий также являются более реалистичными, например, землетрясение может вызвать появление линий разлома по всей карте.

### Музыка
Другим важным изменением было использование живой музыки, написанной Джерри Мартином. Новое джаз-звучание в значительной степени улучшает общую чувственность и глубину игры по сравнению с MIDI-музыкой предыдущей игры. Пятнадцать композиций из игры в формате MP3 также можно было скачать на официальном сайте SimCity 3000 для прослушивания вне игры.

## Разработка
До слияния Maxis с компанией Electronic Arts в 1997 году, на волне появления трёхмерных компьютерных и видео игр, планировалось выпустить в 1996 году полностью трехмерную игру. Хотя идея была сочтена сотрудниками непрактичной, так как отображение бессчётного количества игровых объектов было не под силу большинству домашних компьютеров, Maxis настояла на концепции, и игра разрабатывалась в течение года.  Когда игра была впервые представлена на E3 в 1997 году, её назвали провальной. 3D версия игры должна была стать хитом, и её будущий релиз был бы смертельным ударом по и без того неэффективной Maxis, которая не смогла выпустить прибыльных игр после SimCity 2000.
После того как EA завершила слияние с Maxis, Люк Бартлет был назначен в качестве нового генерального менеджера Maxis. Он был обеспокоен 3D-версией SC3K, ставя под сомнение жизнеспособность игры с такой графикой. В конце концов 3D версия была полностью отменена, а в ноябре 1997 года, когда руководителем проекта SC3K была назначена Люси Брэдшоу, переведённая из EA, изометрическая проекция и графика основанная на спрайтах были реорганизованы с нуля. Новый план был направлен на сохранение основного движка игры, улучшение незначительных особенностей в игре, а не, например, на увеличение карт, новые уровни масштабирования, и дополнительные параметры игры.
Вторая версия SC3K получила больше положительных отзывов во время его появления на E3 в 1998, и была хорошо принята после его релиза в феврале 1999 года (хотя Maxis изначально хотела выпустить игру к Рождеству 1998; ЕA были готовы подождать, пока игра не была завершена).

## Переиздание
В 2000 году игра была выпущена под разными именами в разных регионах, такие как SimCity 3000 Unlimited (в Северной Америке), SimCity 3000 Deutschland (Германия), SimCity 3000 World Edition (другие страны) и SimCity 3000 UK Edition (Великобритания и Ирландия) и другие. Это добавило, среди прочего, множество зданий Восточной Азии и Европы, дополнительные цвета местности и виды растительности, возможность делать скриншоты, улучшенную версию «Архитектора зданий» (псевдо-трёхмерный инструмент дизайна, основанный на кубах), четыре дополнительных стихийных бедствия (таких, как саранча и космический мусор), дополнительные достопримечательности (например, Сеул Тауэр и Кафедральный собор Хельсинки), новые награды зданий и тринадцать скриптов (вместе с редактором на основе Microsoft Access). Стали доступны предварительно созданные города, в числе которых Лондон, Берлин, Мадрид, Москва и Сеул.

## BAT
Как SCURK для SimCity 2000, SimCity 3000 имеет свой собственный модификатор зданий под названием BAT (архитектор зданий (англ. Building Architect Tool)). BAT основан на идее 2-метровых строительных блоков укладываемых в 2 1/2-D графическую среду. Все здания имеют 4 различные стороны которые будут видны в игре, в SCURK строго двухмерный подход.
Библиотеки текстур зданий позволяют «строителю» рисовать на блоках гибким и реалистично масштабируемым путём. Позже, в BAT Plus была введена возможностью добавить не-блочные детали к зданиям, а также импортировать настройки деталей.

## Оценки
| Сводный рейтинг       | Сводный рейтинг | Сводный рейтинг             |
| Издание               | Оценка          | Оценка                      |
| Издание               | DS              | PC                          |
| --------------------- | --------------- | --------------------------- |
| GameRankings          | 69,28 %         | 84,12 % 78,31 % (Unlimited) |
| Русскоязычные издания |                 |                             |
| Издание               | Оценка          | Оценка                      |
| Издание               | DS              | PC                          |
| «Игромания»           | N/A             | 8,8/10                      |

## SimCity DS

SimCity DS является сильно измененной версией SimCity 3000 для Nintendo DS. Она была выпущена в Японии 22 февраля 2007, в Северной Америке — 19 июня 2007 года и в Европе — 22 июня 2007 года. Игра наследует графику SC3K, но использует двойной экран консоли для одновременного отображения дополнительных элементов интерфейса. Также используются дополнительные возможности консоли: встроенный микрофон, который применяется для задувания пожаров, и сенсорный экран, в котором осуществляется управление интерфейсом. Некоторые особенности оригинала были убраны при переносе на Nintendo DS — отсутствует разница ландшафта по высоте, невозможно регулировать законы самостоятельно, отсутствует большое количество зданий, и т. д. В игре также присутствует режим «Спасти город (англ. Save the City)», в котором игрок должен помочь одному из нескольких городов оправиться от стихийных бедствий и достигнуть конкретную цель для достижения успеха.